# Número de casco

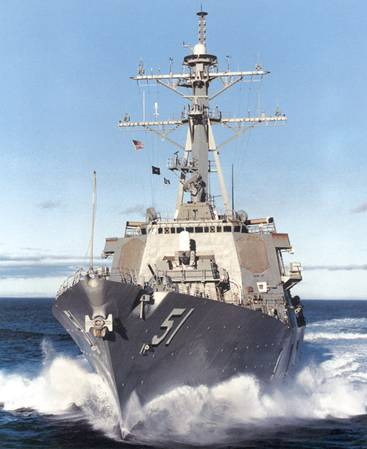
El número de casco visible en ambos costados de la proa del USS Arleigh Burke (DDG-51).

El número de casco es un número serial de identificación dado a un barco o buque. Un número más bajo implica una embarcación más antigua. El uso preciso varía de acuerdo al país y tipo de embarcación. En el uso civil, el HIN (Hull Identification Number) (en castellano: Número de Identificación de Casco) se utiliza para hacer un seguimiento de la historia de una nave.

## Uso civil
Para las embarcaciones civiles fabricadas en Estados Unidos, el número de casco es dado a la embarcación cuando es construida y forma parte del número de identificación de casco, que identifica en forma única a la embarcación y debe estar fija en forma permanente al casco en al menos dos lugares. Un Número de Identificación de Casco (en inglés: Hull Identification Number, HIN) es un conjunto único de 12 caracteres, similar al Número de Identificación de Vehículos (en inglés: Vehicle Identification Number) que se encuentra en los automóviles. El HIN puede encontrarse en la parte trasera de la embarcación en el rincón derecho superior. También, el HIN puede aparecer en los documentos de propiedad, registro y seguros.
En el año 1972 se le solicitó a la Guardia Costera de Estados Unidos para que creara un formato estandarizado del HIN, el que permitiera un mejor seguimiento de los accidentes y de la historia de las naves. El formato HIN resultante es como sigue: los primeros 3 caracteres indican el MIC (siglas del inglés: Manufacturers Index Code, en castellano: Código Índice del Fabricante) y deberían ser solo letras. Los siguientes 5 caracteres son un número de serie único asignado por el fabricante, y pueden ser series de letras y/o números con la excepción de las letras O, I y Q (dado que pueden ser confundidas entre sí). Los últimos 4 caracteres determinan el modelo y año de certificación de la nave.

## Uso en la Armada de Estados Unidos
La Armada de Estados Unidos, la Guardia Costera de Estados Unidos y la Administración Nacional Oceánica y Atmosférica de Estados Unidos emplean números de casco en conjunto con un símbolo de clasificación de casco para individualizar en forma única a las embarcaciones y ayudar a la identificación. Una particular combinación de clasificación de casco y número de casco nunca es reutilizada y por lo tanto proporciona un medio para identificar en forma única a un buque en particular. Por ejemplo, han existido al menos ocho buques llamados  USS Enterprise, pero CV-6 identifica en forma única al portaviones de la Segunda Guerra Mundial diferenciándolo de los otros buques llamados de la misma forma.
Algunas veces la Armada de Estados Unidos ignora la secuencia de la numeración de casco. Por ejemplo, la Armada construyó los últimos submarinos de la  clase Los Ángeles como el SSN-773; y luego construyó los  SSN-21 al SSN-23; y posteriormente reasumió la secuencia original con el SSN-774 para la próxima clase de submarinos. Esto fue hecho debido a que los Seawolf iban a ser un radical nuevo diseño para la parte final de la Guerra Fría, pero severos sobrecostos combinados con la disminución del presupuesto de defensa y el final de la Guerra Fría resultaron finalmente en que solo fueran construidas tres de los buques.
Este cambio en la numeración fue hecho debido a que la clase Seawolf iba a ser un diseño radicalmente más nuevo y grande que fuera capaz de continuar con la Guerra Fría durante el siglo XXI, pero los sobrecostos combinados con el fin de la Guerra Fría, y la reducción resultante del presupuesto de construcción de naves nuevas de la Armada de Estados Unidos terminaron como consecuencia con solo tres submarinos de esta clase construidos: el USS Seawolf (SSN-21), el USS Connecticut (SSN-22) y el USS Jimmy Carter (SSN-23).
También, cuando se construyen en astilleros estadounidenses  buques de guerra para armadas extranjeras, cualquier número de casco usado para identificar a los buques durante su construcción nunca son vueltos a reutilizar por la Armada de Estados Unidos. Por ejemplo los  destructores lanzamisiles  clase Perth que fueron construidos en Michigan para la  Real Armada Australiana fueron identificados como DDG-25, DDG-26 y DDG-27, pero estos números de casco no fueron utilizados por destructores estadounidenses después de que la Armada Australiana cambió esos números a sus propios códigos de identificación. Lo mismo ha sucedido cuando astilleros estadounidenses han construido buques de guerra para otros países, como en el caso de Alemania Occidental y Taiwán.
Cuando una embarcación naval es modificada para ser usada como un tipo diferente de buque, algunas veces le es asignada un nuevo número de casco al mismo tiempo que su nueva clasificación. A menudo el número sigue siendo el mismo mientras que la  clasificación de casco cambia. Por conveniencia, la designación combinada, la que es pintada en el costado de la embarcación, frecuentemente es llamada el número de casco. Por ejemplo, un crucero pesado (de símbolo de casco CA) que fue convertido en un  crucero lanzamisiles (de símbolo de casco CG) se le cambió número. Esto sucedió con el USS Albany (CA-123), el USS Chicago (CA-136) y el USS Columbus (CA-74), que se convirtieron respectivamente en el CG-10, CG-11 y CG-12.
También, durante la Segunda Guerra Mundial, nueve cruceros ligeros (de símbolo de casco CL) de la clase  Cleveland fueron convertidos en  portaaviones ligeros (de símbolo de casco CVL) y a los cuales se les cambió su número de casco.
Durante la década de 1970, a las  fragatas misileras que fueron redesignadas como cruceros lanzamisiles les fue cambiada su designación desde DLG a CLG, y en algunas unidades sus números de casco fueron cambiados. A otras fragatas misileras que fueron redesignadas como destructores misileros (símbolo de casco DDG) les asignaron nuevos números.

## Otros ramas de las fuerzas armadas
Los números de casco también han sido usado para identificar tanques en el Ejército de Estados Unidos y el  Cuerpo de Infantería de Marina de Estados Unidos.
De forma similar la Fuerza Aérea de Estados Unidos utiliza códigos de identificación en las colas de sus aviones (véase número de cola).